# Церковь Преподобного Герасима (Купчино)
Церковь Преподобного Герасима в Купчине — утраченный православный храм в Санкт-Петербурге, находившийся на пересечении нынешних улиц Димитрова и Белградской в историческом районе Купчино. Церковь была построена Василием Сарандинаки по проекту Ивана Соколова в 1906 году и разобрана во время Великой Отечественной войны.

## История
В июле 1901 года сельский сход Купчинского общества решил возвести на своей земле приходский храм. Общество обратилось за содействием к протоиерею Философу Орнатскому, гласному Санкт-Петербургской городской думы, который получил митрополичье благословение и возглавил комиссию по строительству церкви.
18 июня 1906 года началось возведение деревянной церкви на каменном фундаменте в русском стиле архитектором Василием Сарандинаки по проекту военного инженера Ивана Соколова. Полная стоимость работ по возведению храма составила 17 тысяч рублей. Расходы были оплачены благотворителями. Большую часть этой суммы пожертвовал купец первой гильдии, потомственный почётный гражданин Иван Шустров. 1 ноября 1906 года церковь была освящена протоиереем Николаем Вишняковым во имя святого преподобного Герасима Иорданского в память о Герасиме Шустрове — родном дяде Ивана Шустрова.
Храм находился неподалёку от полотна железной дороги и окормлял жителей Купчина и Средней Рогатки. 13—16 октября 1917 года был открыт самостоятельный приход с причтом из священника и псаломщика.
С 1914 года в храме служил священник Михаил Романский, а после его смерти, с 1925 по 1931 год — протоиерей Николай Розов, впоследствии священномученик.
При церкви находилось небольшое кладбище, захоронения на котором производились вплоть до начала Великой Отечественной войны. В предвоенные годы кладбище получило у местных жителей название Новое, по имени проходившей рядом Новой улицы.
Церковь преподобного Герасима в Купчине была обозначена на различных картах начала XX века и на предвоенных советских топографических картах.
В марте 1938 года храм был закрыт решением Леноблисполкома, но неофициально действовал вплоть до начала Великой Отечественной войны. Во время войны, не ранее 1942 года, здание церкви было полностью разобрано на топливо, как и большинство домов деревни.
Развалины церкви сохранялись до конца 1960-х годов, когда на месте бывшего кладбища начались масштабные земляные работы: строительство дороги, прокладка канализации, сооружение нового русла Волковского канала.
В 2014 году во время земляных работ были обнаружены фрагменты кирпичной кладки, очевидно, являвшиеся частью церковного фундамента.
Образованный в 2015 году приход храма преподобного Герасима Иорданского планирует строительство новой церкви взамен утраченной.